# بوريس ياراك
بوريس ياراك (بالكرواتية: Boris Jarak)‏ مواليد 19 أبريل 1963 في دوبروفنيك، جمهورية يوغوسلافيا الاشتراكية الاتحادية، هو لاعب كرة يد كرواتي سابق. شارك في دورة الألعاب الأولمبية الصيفية سنة 1988. حقق المركز الثاني في بطولة العالم لكرة اليد للرجال 1995.

## الإنجازات
- بطولة يوغوسلافيا لكرة اليد - (الجنوب) (1): 1980-81
- بطولة يوغوسلافيا لكرة اليد (4): 1986، 1987، 1989، 1990
- الدوري الكرواتي لكرة اليد (2): 1994-95، 1995–96

## روابط خارجية
- بوريس ياراك على موقع أوليمبيديا (الإنجليزية)